# 库勒沃 (西贝柳斯)

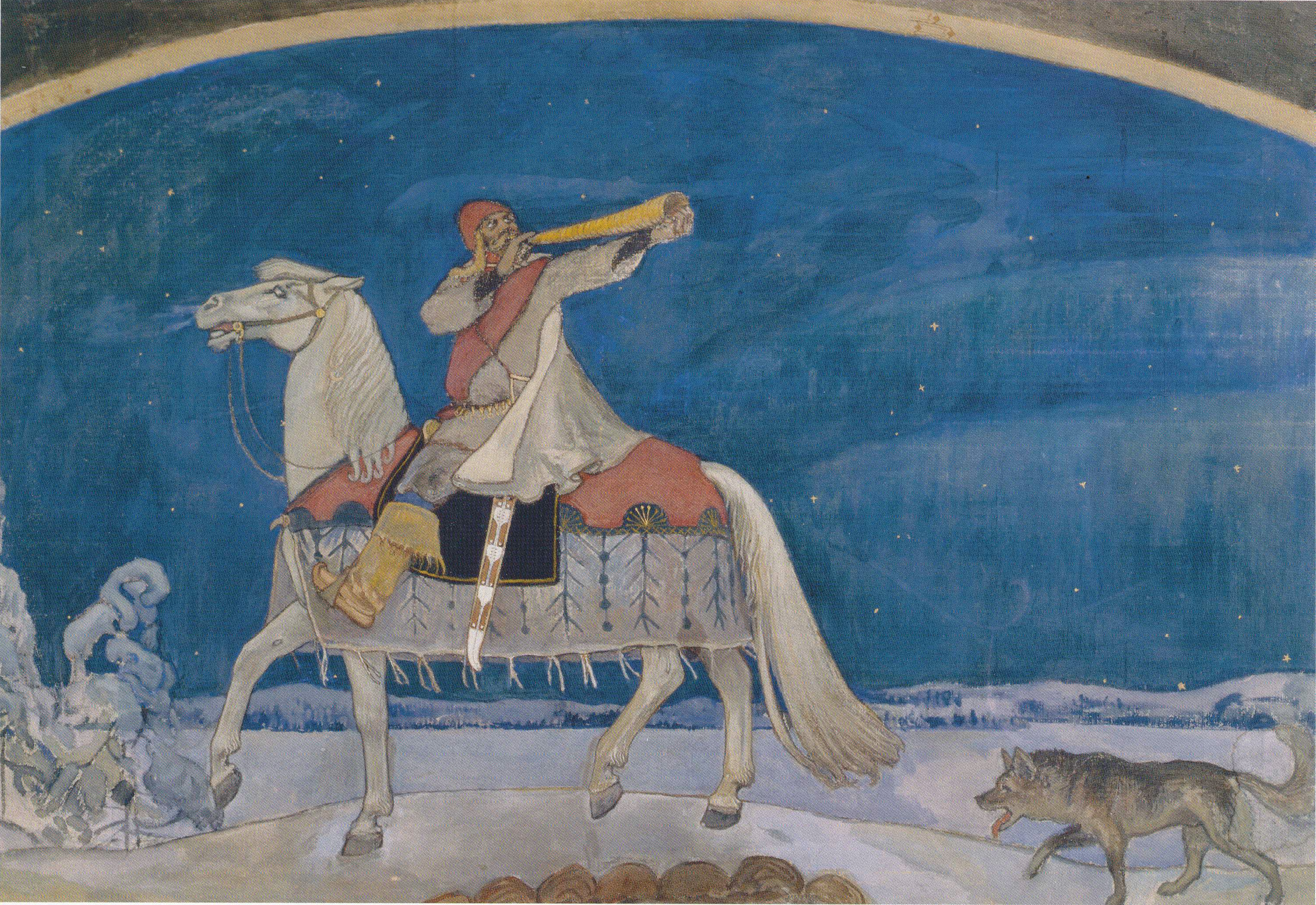
画作《库勒沃的出征》，由阿克塞利·加倫-卡勒拉于1901年所作

《库勒沃》（Op. 7），作品7，是由芬兰作曲家西貝流士于1892年所完成的由五個樂章所組成的交響詩（或合唱交响曲），取材自芬蘭民族史詩《卡勒瓦拉》中悲剧角色庫勒沃的冒险故事，由西貝流士于1892年在赫尔辛基指挥赫尔辛基管弦乐团协会（Helsinki Orchestra Society，赫爾辛基愛樂樂团的前身）首演。该作品是西貝流士作曲生涯中的第一部大型交响作品，该作品的演出正式确立了西貝流士在民族主义音乐创作的地位；该作品极大的鼓舞了芬兰人民反抗沙俄的独立运动，赋予了其强有力的政治意义和内涵。除传统管弦乐团的演出之外，《库勒沃》还汇集了女高音、男中音和男声合唱进行演出。男声合唱团在该作品的第三乐章《库勒沃与他的妹妹》和第五乐章《库勒沃之死》中出现并使用芬兰语进行演唱。
西貝流士在首演《库勒沃》后的一两年间，均由他亲自执棒指挥演出过寥寥几次。此后，他本人曾长期压制该作品的发布和修改工作，并禁止其演奏。直到1935年暨《卡勒瓦拉》一书发售100周年，部分的《库勒沃》才又重现于世。全本的《库勒沃》于1957年夏由尤西·亚拉斯指挥并重新演奏。该作品的演奏时间长达80分钟左右，相较于西貝流士的其他热门作品，现今《库勒沃》并不经常被管弦乐团所演奏。

## 历史

### 创作
西貝流士在赫尔辛基音乐学院结业后前往维也纳继续学习音乐，西貝流士于1890年11月被瓦格纳的歌剧《崔斯坦與伊索德》表现出充满神秘感的阴郁和禁欲般的爱情所感染；同年的12月又对布鲁克纳的《第三号交响曲》留下了深刻的印象，这两部作品的震撼和充满激情的乐谱均对西貝流士后来《库勒沃》的创作造成了深远的影响。与此同时，西貝流士开始攻读《卡勒瓦拉》的原文，也就是在这个时间他开始深入的学习芬兰语。西貝流士对《卡勒瓦拉》评价道：
|                                                | 《卡勒瓦拉》给我以一种极现代的感受并用它纯净的音乐、主题和变奏穿过我的耳朵 |
| ——西貝流士于1890年12月20日给他未婚妻的信中写道 |                                                                            |

在这期间，西贝柳斯进一步的了解了关于芬兰和瑞典文化的民歌、讚美詩以及“Runo音乐”（一种出现在17世纪之前的芬兰歌唱形式），他在之后的创作中很明显的将这些音乐元素编织起来，成为最终的《库勒沃》。
西貝流士自1891年春于维也纳开始进行他第一部管弦乐作品的创作工作，当时他正师从于奥地利作曲家羅伯特·富克斯和匈牙利作曲家卡爾·戈德馬克的门下，尽管该作品的前景不被他的老师看好，但他依旧没有放弃他野心勃勃的作曲计划。同年的4月初，西貝流士抛弃了原先德国式的作曲风格转而采用带有芬兰特色的风格完成了末樂章。但紧接着，在听到漢斯·里希特指挥的《贝多芬第9交響曲》后，西貝流士感慨他刚完成的作品与之相比较太过短小。西貝流士随即决定重写该作品，最终在芬兰史诗《卡勒瓦拉》中的人物庫勒沃身上找到灵感并以此为题重新开始创作，很快便确定了该曲的主题。于1891年夏天开始到他从维也纳返回洛維薩度过秋天，期间西貝流士一直在创作该曲的第一乐章并靠着开办私教音乐课维持生计。西貝流士于同年的12月份向他的未婚妻爱诺在信中展示了其第二乐章的主题。1892年，西貝流士前往赫尔辛基、继续创作《库勒沃》并在该年的三月份将原先的合唱配置变为男声合唱。西貝流士于1892年的4月初开始指挥排练。由于乐团里的演奏家语言不统一，排练的过程十分艰难。

### 首演
《库勒沃》于1892年4月28日由西貝流士指挥赫尔辛基管弦乐团协会进行了首演，男中音是亚伯拉罕·奥扬佩莱（Abraham Ojanperä），女高音是埃米·阿克特。首演取得了成功，芬兰的《日报》在演出当日对《库勒沃》给予了非常高的评价，并对西貝流士的创作前景表示出极大的期待。芬兰指挥家羅伯特·卡亞努斯向西貝流士赠送了系着蓝白丝带的桂冠，写道：
|                                | 从此，一条大道被开辟了，一条崭新的大道被开辟了！ |
| ——卡亞努斯对《库勒沃》这样评价 |                                                  |

但仍有部分音乐评论家对《库勒沃》存在质疑之声，其中表现最大的争议是来源于当时芬兰不稳定的政治气氛和关于语言的社会分歧。19世纪的芬兰民族主义发展迅速，脱离沙皇俄国的声音日趋高涨。在语言领域，芬兰内部则分化出两股势力，一种是以推崇芬兰语和芬兰文化的芬诺曼运动，另一种则是以推崇瑞典语和亲瑞典文化的斯韦科曼运动。由于《库勒沃》的调性、旋律以及节奏带有强烈的芬兰本土气息，在形式上更偏向于支持芬兰本地民族主义的芬诺曼运动；也因为西贝柳斯原本就出身于一个有着瑞典文化背景的家庭，却创作出与其家庭环境迥然不同的作品，因此《库勒沃》激怒了部分斯韦科曼运动的支持者。

### 修改和发布
首演之后，西貝流士有生之年仅在1892年至1893年指挥了该作品几次，除他本人以外，无人在他生前指挥过《库勒沃》。可能是受到来自外界的批评、考虑到语言的争议、对于作曲长度的担忧亦或者是由于乐谱的遗失，西貝流士在1893年后禁止了对《库勒沃》进行任何形式的演出或修改，并且拒绝对外发布《库勒沃》。西貝流士于1917年至1918年对该作品第三乐章中的男中音和钢琴的部分做出了改动；晚年的西貝流士重新找回了《库勒沃》的乐谱，并于1957年对男中音和管弦乐队的安排做出了最后的修改，西貝流士同意在他死后将这一部作品发布。直到在西貝流士逝世的一年后，他的女婿同时也是芬兰的指挥家尤西·亚拉斯指挥芬蘭廣播交響樂團于1957年6月14日在赫尔辛基的“西貝流士周”演奏了该作品，沉寂了几十年的全本《库勒沃》才得以重现。

## 故事梗概
《库勒沃》由五个乐章组成，融汇了旧芬兰的阴郁精神以描绘芬兰史诗《卡勒瓦拉》中英雄库勒沃一生中所经历的主要事件。故事由《卡勒瓦拉》中的第三十篇诗章开始，库勒沃的父亲卡勒沃（Kalervo）与他的兄弟温塔莫（Untamo）不和，矛盾逐渐演变成了公开的对抗。在他二人的战争中，卡勒沃的部族被温塔莫所消减，只剩下一个名叫温塔玛拉（Untamala）怀有身孕的女孩为温塔莫所奴役，温塔玛拉同时也是卡勒沃之妻。不久之后，温塔玛拉生下来了一个名为库勒沃的男婴。温塔莫曾数次想杀死幼年的库勒沃，但库勒沃总在生死关头被他体内所蕴含的神秘力量所拯救。温塔莫见无法杀死库勒沃，便变卖其给伊爾瑪利寧为奴。因为受到他们折磨，库勒沃杀死了伊爾瑪利寧的妻子并逃离了那里。库勒沃在外流浪了三天并最终和他的母亲相聚。一天他外出缴税，途中在森林里他遇到了一位年轻姑娘，库勒沃将她引诱至雪橇之内并和她发生了关系。少女事后自尽了，库勒沃得知这位少女正是他的妹妹羞愧至极，意欲了结他的生命。但他的母亲阻止了他自杀，库勒沃决定为他的部族报仇雪恨，踏上了进攻温塔莫的征程。塔恩莫和他的部族被库勒沃所消灭，而他自己则由于无法承受内心的羞愧，最终在强暴他妹妹的森林里自尽。

## 配器
|  |  |  | 木管乐器 2 长笛 1 短笛 2 双簧管 1 英國管 2 单簧管 2 巴松管 1 低音單簧管 | 铜管乐器 4 圆号 3 小号 3 长号 1 低音號 | 打击乐器 定音鼓 鈴鼓 大鼓 三角铁 銅鈸 | 弦乐器 第一、第二小提琴 中提琴 大提琴 低音提琴 | 人声 女高音 男中音 男声合唱团 |

## 结构
该作品包含以下5个乐章：《导奏》、《库勒沃的青春》、《库勒沃与他的妹妹》、《库勒沃的复仇》和《库勒沃之死》。全曲总计演奏时长大约为80分钟。

### 《导奏》
第一乐章为导奏部，中庸的快板。该乐章安静由一个安静和不详的弦乐开始，逐渐急躁的速度如同一出歌剧的序曲一样；除此之外，单簧管和圆号通过在低声部演奏主旋律，象征着库勒沃紧张又不安的心跳，沮丧地前进着。短促而尖锐的木管乐器和铜管乐器配合着弦乐器逐渐强而有力的拨奏，使得掌握了主题的弦乐器营造出了一种仪式化的和紧张的氛围；而与此同时，圆号又不断地对该乐章的附属主题进行着暗示。西貝流士在他的第4號交響曲中也使用了同样的手法。导奏主要以奏鸣曲的形式进行，在西貝流士对该乐章的创作中可以看出布鲁克纳和芬兰民间歌曲对其的影响。

### 《库勒沃的青春》
第二乐章为极慢板。该乐章是《库勒沃》中最为统一和最经久不衰的的部分，通常被视为是对导奏的第二次展现，使得第二乐章的定位非同寻常。乐章开始时由弦乐器部分奏出摇篮曲式的旋律，而后舒缓的节奏逐渐变得猛烈，其强度也因为乐曲的变奏而逐渐提高。两个（或三个）主题高潮的转变讲述了库勒沃悲惨的童年生活以及塑造他成长的坚强之心。

### 《库勒沃与他的妹妹》
第三乐章为活泼的快板，表现了库勒沃在森林里强暴了一个未知的年轻女孩的故事，而他并不知道这个女孩正是他失散多年的妹妹。该乐章的拍号为5/4拍，在演奏开始大约三十分钟后在第三乐章富有攻击性的引入男声合唱部分：“库勒沃，卡勒沃之子”（Kullervo, Kalervon  poika！），合唱部使用其独特的节奏和重音设置讲述库勒沃是如何一步步地引诱一位年轻女孩。而在该乐章，管弦乐队突如其来的节奏和紧张变化与此前两个乐章较为平和的演奏形成了鲜明的对比，既表现诱歼的过程也预示着库勒沃未知而又凶险的命运。而后，通过男中音和女高音的对唱，演绎库勒沃和他尚未得知的妹妹之间对他们身世和姓名的交谈，最后发现他们是亲兄妹的事实。
第三乐章的男声合唱部分均使用以下的唱词作为段落的开头：
| Kullervo ja hänen sisarensa Kuoro (Chorus) Kullervo, Kalervon poika, Sinisukka äijön lapsi, | 庫勒沃與他的妹妹 男声合唱团 库勒沃，卡勒沃之后， 着蓝色长袜者。 |

### 《库勒沃的复仇》
第四乐章为进行曲曲调，交响乐的谐谑曲，讲述了库勒沃为父报仇故事以及和他叔叔战斗的场景。在乐章开头时来自短笛的颤音给人以暴力的感觉引入，并使用尖锐的木管乐器配合弦乐器的演奏，对在战争和冲突之中的喧嚣的描绘表现出了极强的英雄主义，这明显的受到来自鮑羅丁和高沙可夫等俄罗斯民族主义作曲家的影响。

### 《库勒沃之死》
第五乐章为行板，描述了库勒沃从战争中归来后羞愧自尽的场景。该乐章的大多数音乐元素均来自于导奏的再现部，这标志着主题的回归。男声合唱在该乐章伴随着压抑的圆号重新进入，并展现库勒沃和他宝剑的对话。“这剑食了罪恶的肉，饮了罪恶的血，这一切可以使你（宝剑）欢愉吗？”库勒沃对宝剑问道；“食罪恶之肉，饮罪恶之血如何不能使我欢愉？这全然因为我食无罪人的肉，饮无辜人的血”，宝剑这样回答道。伴随着男声合唱团最后一句唱词：“年轻人之死，英雄之死，命运多舛者之死”，乐章末以一个急促的渐强表现出库勒沃拔剑自尽的场景，全曲以最后一个小节所表达库勒沃的暴怒作为结束。

## 外部連結
- 《库勒沃》：国际乐谱典藏计划上的乐谱
- 库勒沃唱词 （页面存档备份，存于）